# Fernmeldegebäude Konstanz
Koordinaten: 47° 40′ 17″ N, 9° 10′ 52″ O
Das Fernmeldegebäude Konstanz ist nach dem 78 Meter hohen Konstanzer Münster das zweithöchste Bauwerk der Stadt Konstanz.
Das 16-stöckige Gebäude im Konstanzer Stadtteil Petershausen befindet sich an der Moltkestraße zwischen der Petershauser Straße und dem Zähringer Platz. Nördlich des Gebäudes befinden sich drei Schulen (Grundschule Petershausen, Gemeinschaftsschule Gebhard und Gemeinschaftsschule Lotte-Eckener); südlich, auf der anderen Straßenseite Wohnhäuser. Im Fernmeldehochhaus war das Postamt der Stadt Konstanz und später die Telekom beheimatet, in den oberen Stockwerken war ein Pharmaunternehmen ansässig. Das Gebäude ist 62 Meter hoch, mit der Antenne auf dem Dach wird eine Höhe von 90 Metern erreicht. Seit 2020 wurde das Gebäude entkernt um es danach zu einem Turm mit 98 modernen Loft-Wohnungen auf 16 Etagen umzubauen.

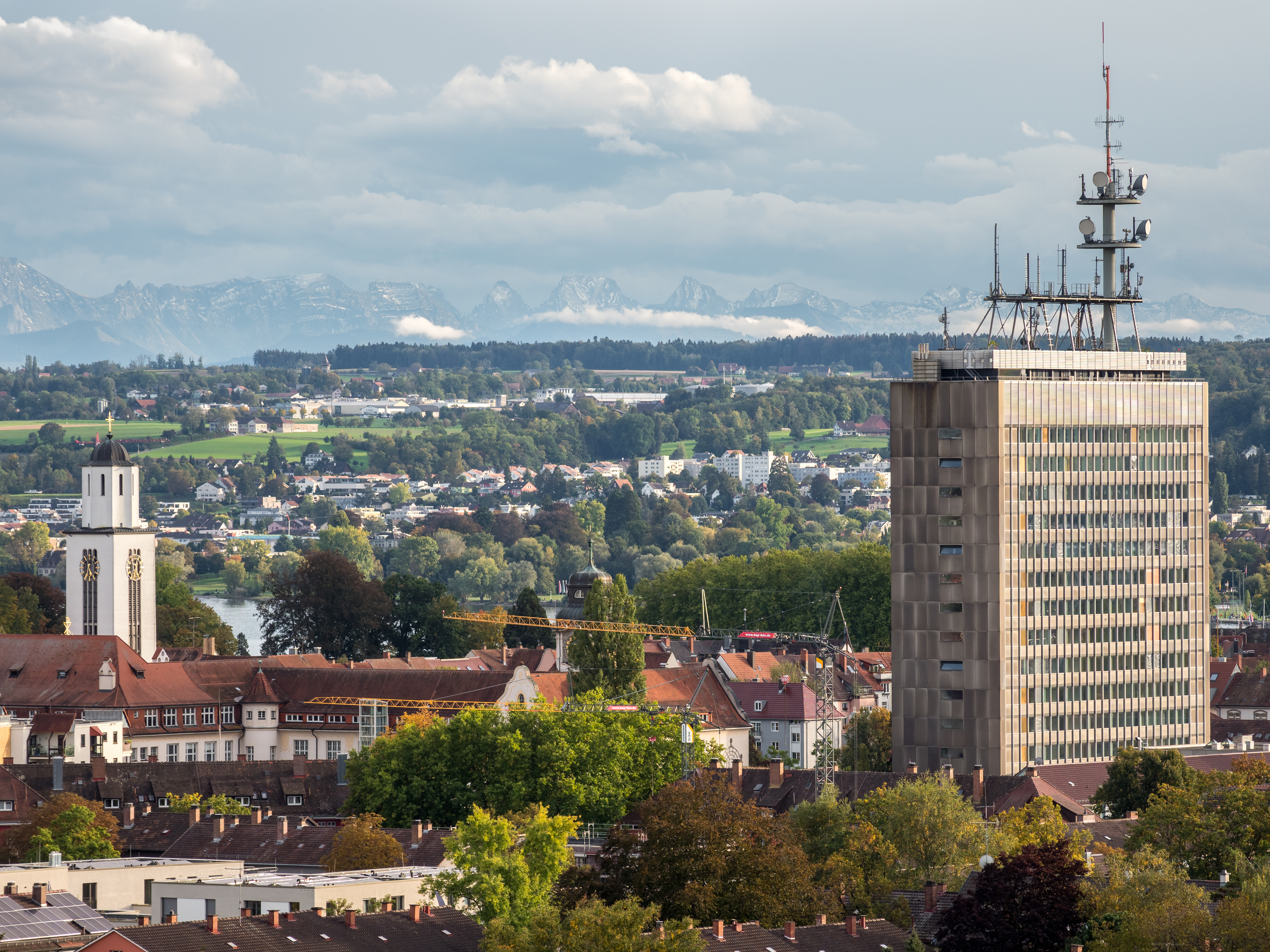
Dominant im Stadtbild: Fernmeldegebäude

## Geschichte
Aufgrund des immensen Wachstums der Fernmeldeteilnehmer im Raum Konstanz waren die bisherigen Räumlichkeiten des Fernmeldeamtes in Konstanz unzureichend, sodass sich ein Bedarf nach einem neuen Gebäude ergab. 1967 begann der erste Spatenstich für das neue Fernmeldegebäude in Konstanz. Der Architekt des Gebäudes war der Freiburger Oberpostbaudirektor Hans Merkenthaler, der ein Jahr nach Beginn der Bauarbeiten starb. Am 11. Juli 1969 fand das Richtfest statt, am 3. Juni 1971 konnte das Gebäude schließlich bezogen werden. Nachdem sich die Telekom aus Konstanz fast gänzlich zurückgezogen hatte, wurden die Räumlichkeiten an verschiedene Firmen und Unternehmen vermietet. Von 2012 bis 2016 mietete die Stadt bis zu neun Etagen für die Gemeinschaftsschule Gebhard an. Der große Ansturm auf die Schule machte diese Übergangslösung nötig.

## Sendeanlagen
Als höchstes Gebäude der Umgebung dient das Fernmeldegebäude Konstanz auch zur Ausstrahlung von Rundfunksignalen. Diese erreichen Konstanz, Kreuzlingen und den umliegenden Bodenseeraum.

### Analoger Hörfunk (UKW)
| Frequenz (MHz) | Programm               | RDS PS   | RDS PI                | Regionalisierung | ERP (kW) | Antennendiagramm rund (ND)/gerichtet (D) | Polarisation horizontal (H)/vertikal (V) |
| -------------- | ---------------------- | -------- | --------------------- | ---------------- | -------- | ---------------------------------------- | ---------------------------------------- |
| 94,5           | Deutschlandfunk Kultur | Dlf_Kult | D220                  | –                | 0,2      | D (210–330°)                             | H                                        |
| 101,8          | Radio Seefunk          | _SEEFUNK | 1B0A (regional), 140A | Bodensee         | 10       | D (280–10°)                              | V                                        |

Bis zur UKW-Abschaltung der öffentlich-rechtlichen Programme in der Schweiz am 1. Januar 2025 wurden auch folgende Programme der SRG ausgestrahlt:
| Frequenz (MHz) | Programm    | RDS PS            | RDS PI               | Regionalisierung | ERP (kW) | Antennendiagramm rund (ND)/gerichtet (D) | Polarisation horizontal (H)/vertikal (V) |
| -------------- | ----------- | ----------------- | -------------------- | ---------------- | -------- | ---------------------------------------- | ---------------------------------------- |
| 95,6           | Radio SRF 3 | _SRF_3__          | 43B3                 | –                | 0,05     | D (180–220°)                             | H                                        |
| 96,7           | Radio SRF 1 | SRF_1_SG _SRF_1__ | 49B1 (regional) 43B1 | Ostschweiz       | 0,05     | D (180–220°)                             | H                                        |

### Digitales Radio (DAB)
DAB wird in vertikaler Polarisation und im Gleichwellenbetrieb mit anderen Sendern ausgestrahlt.
| Block                      | Programme | ERP (in kW) | Antennendiagramm rund (ND), gerichtet (D) | Gleichwellennetz (SFN) |
| -------------------------- | --- | ----------- | ----------------------------------------- | --- |
| 7D SMC_D02 (SUI0003F)      | DAB-Block der SwissMediaCast: - Rete Tre (64 kbit/s DAB+) - Radio Eviva (64 kbit/s DAB+) - Radio Life Channel (64 kbit/s DAB+) - Energy Zürich (64 kbit/s DAB+) - Energy Basel (64 kbit/s DAB+) - Energy Bern (64 kbit/s DAB+) - Radio Maria (64 kbit/s DAB+) - Radio Argovia (64 kbit/s DAB+) - Radio Top (64 kbit/s DAB+) - Radio Central (64 kbit/s DAB+) - Radio 24 (64 kbit/s DAB+) - ERF Plus (64 kbit/s DAB+) - Radio Zürisee (64 kbit/s DAB+) - Radio Pilatus (64 kbit/s DAB+) - Vintage Radio (64 kbit/s DAB+) - Flashback FM (64 kbit/s DAB+) - Radio Central 2 (64 kbit/s DAB+) - Radio Melody (64 kbit/s DAB+) | 1,9         | D (100–280°)                              | - Aargau: Baden-Freienwil (Hörndli), Frick (Frickberg), Villigen (Geissberg), Wasserflue - Appenzell Ausserrhoden: Herisau (Ramsen), Schwellbrunn (Fuchsacker), Wildhaus (Säntis) - Bern: Adelboden (Wintertal), Adlemsried, Bern (Bantiger), Biel (Bözingenberg), Diemtigen (ufem Chrütz), Burgdorf-Oberburg (Rothöchi), Geissholz, Höfen (Beisseren), Huttwil (Hohfuren), Kandersteg (Büel), Langnau i.E. (Hirschmatt), Lauterbrunnen (Männlichen), Lenk-Metschstand (Hahnenmoos), Matten (Chlyne Ruuge), Saanen (Hornfluh), Zweisimmen (Heimersberg-Hüppiweid) - Basel-Land: Nenzlingen (Eggflue), Sissach (Metzenholden) - Basel-Stadt: Basel (St. Chrischona) - Freiburg: Fribourg (Hôpital) - Glarus: Engi (Lindenbodenberg), Linthal-Braunwald (Nussbüel-Schleimen), Sool (Trogsite) - Graubünden: Arosa-Dorf (Hinterwald), Davos-Dischma (Dorfberg), Klosters (Gotschnagrat), Medel-Curaglia (Vergera), Mon (Scarnoz), Morissen (San Carli), Trun (Axenstein 411), Valzeina (Mittagplatte), Versam (Uaul Scardanal) - Luzern: Geuensee (Höchweidwald), Schüpfheim (Vöglisbergegg), Sörenberg (Rischli), Willisau (Ankenloch) - Nidwalden: Engelberg-Wolfenschiessen (Stöck) - St. Gallen: Rüthi (Bismer), St. Gallen (Chirchli Peter und Paul), Strichboden, Wattwil (Chapf), Ziegelbrücke (Biberlichopf) - Schaffhausen: Altdorf (Ried), Osterfingen (Rossberg), Schaffhausen (Cholfirst), Schleitheim (Mattenhof-Birbiste) - Solothurn: Balsthal (Erzmatt), Olten (Engelberg), Solothurn-Oberdorf (Nesselboden) - Schwyz: Einsiedeln (Chummerweid), Oberiberg (Gadenstatt), Rigi (Kulm) - Thurgau: Bischofszell Sitterdorf (Pierchäller), Mammern (Seehalde), Sirnach (Sirnachberg Bärgholz), Weiningen (Haslibuck) - Uri: Amsteg-Gurtnellen (Unter Axeli), Andermatt (Bäzberg), Attinghausen (Schiltwald) - Zürich: Bülach (Eschenmosen), Bachtel Kulm, Steg-Fischenthal (Waldsberg), Winterthur (Brüelberg), Zürich (Uetliberg), Zürich (Zürichberg) - Deutschland: Bad Säckingen (Eggberg), Konstanz (Fernmeldeamt), Waldshut (Aarberg), Hohentengen (Wannenberg) - Österreich: Bregenz (Pfänder) |
| 8A SWR BW S (D__00372)     | DAB+ Block des SWR - SWR1 BW (112 kbps) - SWR Kultur (128 kbps) - SWR3 (Rheinland bis Bodensee) (112 kbps) - SWR4 FN (Studio Friedrichshafen) (112 kbps) - SWR4 FR (Südbaden) (112 kbps) - SWR4 S (Studio Stuttgart) (112 kbps) - SWR4 TU (Studio Tübingen) (112 kbps) - SWR4 UL (Studio Ulm) (112 kbps) - SWR Aktuell (72 kbps) - DASDING (112 kbps) - EPG (24 kbps) - TPEG (16 kbps) | 2           |                                           | Grünten, Konstanz, Memmingen/Niederrieden, Ravensburg (Höchsten), Pfänder (Vorarlberg), Waldburg, Weingarten (Schussental) |
| 9B SMC_D03 O-CH; (SUI4202) | DAB-Block der SwissMediaCast: - Radio L (64 kbps DAB+) - Option Musique (64 kbps DAB+) - Couleur 3 (64 kbps DAB+) - Swiss Jazz (64 kbps DAB+) - Swiss Classic (64 kbps DAB+) - Freundes-Dienst (64 kbps DAB+) - Radio Gloria (64 kbps DAB+) - Energy St. Gallen (64 kbps DAB+) - Radio FM1 (64 kbit/s DAB+) - Radio Munot (64 kbps DAB+) - Virgin Rock (64 kbps DAB+) - Thaalam Thamil 1 (64 kbit/s DAB+) | 1,9         | D (100–280°)                              | - Appenzell Ausserrhoden: Herisau (Ramsen) - Graubünden: Valzeina (Mittagplatte) - St. Gallen: Altstätten (Hoher Kasten), Buchserberg (Hinterberg), Rüthi (Bismer), St. Gallen (Chirchli Peter und Paul), Strichboden, Wattwil (Chapf) - Schaffhausen: Altdorf (Ried), Osterfingen (Rossberg), Schaffhausen (Cholfirst), Schleitheim (Mattenhof-Birbiste) - Thurgau: Bischofszell Sitterdorf (Pierchäller), Mammern (Seehalde), Ottenberg, Sirnach (Sirnachberg Bärgholz), Weiningen (Haslibuck) - Deutschland: Konstanz (Fernmeldeamt) - Österreich: Bregenz (Pfänder) |
| 12C SRG SSR D01 (SUI0006A) | DAB-Block der SRG SSR: - Radio SRF 1 AG SO+ (64 kbit/s DAB+) - Radio SRF 1 BE FR VS+ (64 kbit/s DAB+) - Radio SRF 1 BS+ (64 kbit/s DAB+) - Radio SRF 1 GR+ (64 kbit/s DAB+) - Radio SRF 1 LU+ (64 kbit/s DAB+) - Radio SRF 1 SG+ (64 kbit/s DAB+) - Radio SRF 1 ZH SH+ (64 kbit/s DAB+) - Radio SRF 2 Kultur+ (96 kbit/s DAB+) - Radio SRF 3+ (72 kbit/s DAB+) - Radio SRF 4 News+ (56 kbit/s DAB+) - Radio SRF Musikwelle+ (72 kbit/s DAB+) - Radio SRF Virus+ (72 kbit/s DAB+) - RSI Rete Uno+ (72 kbit/s DAB+) - RTS Première (72 kbit/s DAB+) - Radio Rumantsch+ (72 kbit/s DAB+) - Radio Swiss Pop+ (64 kbit/s DAB+)  | 3,5         | D (100–300°)                              | - Aargau: Baden-Freienwil (Hörndli), Frick (Frickberg), Hellikon, Magden (Hofacker Wasserreservoir), Reuenthal (Ried), Rietheim, Villigen (Geissberg), Wasserflue - Appenzell Ausserrhoden: Herisau (Ramsen) - Basel-Land: Langenbruck, Läufelfingen, Liestal (Seltisberg), Nenzlingen (Eggflue), Sissach (Metzenholden), Waldenburg (Richtiflu), Ziefen (Chöpfli) - Basel-Stadt: Basel (St. Chrischona) - Bern: Adelboden (Wintertal), Bern (Bantiger), Biel-Magglingen (Evilard Hohmatt), Boltigen (Jaunpass chline Bäder), Brienz (Wellenberg), Burgdorf-Oberburg (Rothöchi), Chasseral, Diemtigen (ufem Chrütz), Diemtigen (Zwischenflüh), Dornegg (Rütschelen), Eggiwil (Hinterer Girsgrat), Gadmen-Hopflauenen (Hopflauiwald), Heimenschwand (Buchholterberg Schafegg), Höfen (Beisseren), Ins (Schaltenrain-Fürstengräber), Kandersteg (Büel), Köniz (Ulmizberg), Konolfingen (Neuhaus), Langnau im Emmental (Hirschmatt), Lauterbrunnen (Männlichen), Lenk-Metschstand (Hahnenmoos), Niederhorn, Saanen (Hornfluh), Wyssachen (Mösli), Zweisimmen (Heimersberg-Hüppiweid) - Freiburg: Flamatt (Sonnhalde Silo), Guggisberg (Gusteren Zollhaus), Gurmels (Cordast) - Glarus: Engi (Lindenbodenberg), Glarus (Bergli), Linthal-Braunwald (Nussbüel-Schleimen) - Graubünden: Valzeina (Mittagplatte) - Luzern: Escholzmatt (Wiggen Mittlist Äbnit), Geuensee (Höchweidwald), Schüpfheim (Vöglisbergegg), Sörenberg (Rischli), Willisau (Aegerten), Wolhusen - Nidwalden: Engelberg-Wolfenschiessen (Stöck) - Obwalden: Melchtal (Kerns), Sarnen-Obstalden (Moosacher) - Schaffhausen: Altdorf, Bargen, Schleitheim (Mattenhof-Birbiste), Thayngen (Wippel) - Schwyz: Einsiedeln (Chummerweid), Oberiberg (Gadenstatt), Rigi (Kulm) - Solothurn: Balsthal (Erzmatt), Grindel (Moretchopf), Kleinlützel (Buschlen), Mümliswil (Regenrain), Olten (Engelberg), Rodersdorf (Grundacker), Solothurn-Oberdorf (Nesselboden), Welschenrohr (Räckholderhube) - St. Gallen: Mels-Weisstannen (Eggli), Pfäfers-Vättis (Vättnerberg-Geisegg), Rorschach, Rüthi (Bismer), St. Gallen (Chirchli Peter und Paul), Wattwil (Chapf), Wildhaus (Säntis), Ziegelbrücke (Biberlichopf) - Thurgau: Bischofszell Sitterdorf (Pierchäller), Elgg (Schneitberg), Fischingen-Dussnang (Tolebärg), Mammern (Seehalde), Ottenberg, Sirnach (Sirnachberg Bärgholz), Weiningen (Haslibuck) - Uri: Andermatt (Bäzberg), Andermatt (Nätschen), Attinghausen (Schiltwald), Spiringen-Bürglen (Eggenbergli), Wassen-Meien (Holderen) - Wallis: Binn (Giesse), Ferden (Färdaried), Feschel (Wilerzälg), Gondo (Alpje), Leukerbad (Bodmen), Saas-Fee (Plattjen), Visperterminen (Gebidem), Zermatt (Riffelalp), Zwischbergen-Simplon (Feerberg) - Zürich: Bachtel Kulm, Bülach (Eschenmosen), Schaffhausen (Cholfirst), Steg-Fischenthal (Waldsberg), Wildberg (Egg Drifurri), Winterthur (Brüelberg), Zürich (Uetliberg), Zürich (Zürichberg) - Deutschland: Bad Säckingen (Eggberg), Konstanz (Fernmeldeamt), Hohentengen (Wannenberg) - Österreich: Bregenz (Pfänder) |

### Digitales Fernsehen (DVB-T)
| Kanal | Frequenz (in MHz) | Multiplex | Programme im Multiplex                            | ERP (in kW) | Antennen- diagramm rund (ND) / gerichtet (D) | Polarisation horizontal (H) / vertikal (V) |
| ----- | ----------------- | --------- | ------------------------------------------------- | ----------- | -------------------------------------------- | ------------------------------------------ |
| 34    | 578               | SRG D01   | - SRF 1 - SRF zwei - SRF info - RTS Un - RSI LA 1 | 3           | ND                                           | V                                          |

### Analoges Fernsehen (PAL)
Bis ca. 2013 kam folgendes Programm vom Fernmeldeturm Konstanz:
| Kanal | Frequenz (MHz) | Programm          | ERP (kW) | Sendediagramm rund (ND)/ gerichtet (D) | Polarisation horizontal (H)/ vertikal (V) |
| ----- | -------------- | ----------------- | -------- | -------------------------------------- | ----------------------------------------- |
| 60    | 783,25         | Regio TV Bodensee | 0,1      | D                                      | V                                         |

Die folgenden Sender wurden mit der Umstellung auf DVB-T abgeschaltet:
| Kanal | Frequenz (MHz) | Programm                        | ERP (kW) | Sendediagramm rund (ND)/ gerichtet (D) | Polarisation horizontal (H)/ vertikal (V) |
| ----- | -------------- | ------------------------------- | -------- | -------------------------------------- | ----------------------------------------- |
| 33    | 567,25         | ZDF                             | 0,063    | D                                      | V                                         |
| 53    | 727,25         | Sat.1                           | 0,1      | D                                      | V                                         |
| 55    | 743,25         | SWR Fernsehen Baden-Württemberg | 0,09     | D                                      | V                                         |